# Liwā' al Mazār ash Shamālī
Liwā' al Mazār ash Shamālī (arabiska: لواء المزار الشمالي) är ett departement i Jordanien.   Det ligger i guvernementet Irbid, i den norra delen av landet, 60 km norr om huvudstaden Amman.